# 오즈와우두 크루스

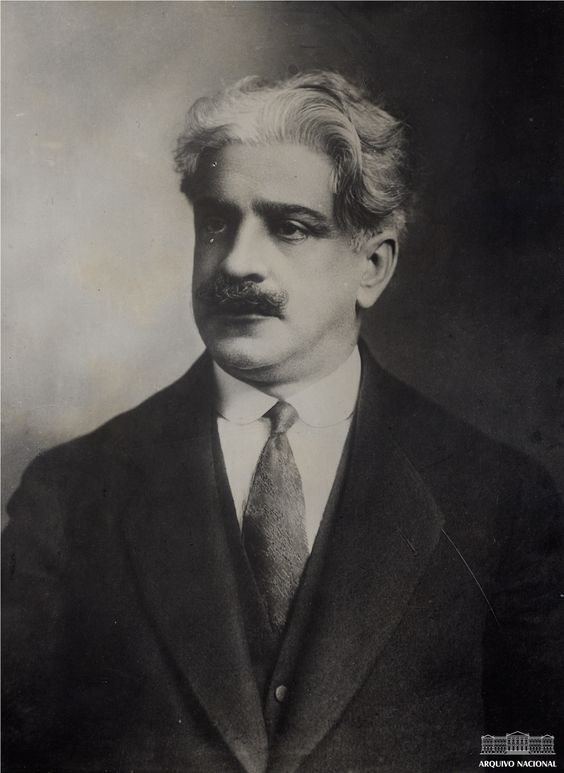
오즈와우두 크루스

오즈와우두 곤사우베스 크루스(포르투갈어: Oswaldo Gonçalves Cruz, 1872년 8월 5일 ~ 1917년 2월 11일)는 브라질의 의사, 선구적인 세균학자, 역학자, 공중 보건 담당자이다. 1912년부터 1917년에 사망할 때까지 제5대 브라질 문학 아카데미 회장을 역임했으며 오즈와우두 크루즈 연구소의 설립자이기도 하다.

## 생애 초반
오즈와우두 곤사우베스 크루스는 1872년 8월 5일에 상파울루주에 위치한 작은 도시인 상루이스두파라이칭가에서 의사인 벤투 곤사우베스 크루스와 아말리아 불룡이스 크루스 부부의 아들로 태어났다. 그는 어린 시절에 가족과 함께 리우데자네이루로 이주했다. 크루스는 15세 시절이던 1887년에 리우데자네이루 연방 대학교 의과대학에 입학했다. 1892년에는 미생물의 번식을 위한 매개체로서의 물의 역할에 관한 논문을 통해 의학 박사 학위를 취득하고 졸업했다. 그는 대학교를 졸업하기 이전에 《브라지우 메지쿠》(Brasil Médico) 저널에 미생물학에 관한 논문 2편을 발표했다.
크루스는 질병에 대한 세균 이론을 개발한 프랑스의 세균학자인 루이 파스퇴르의 연구에 영감을 받았다. 크루스는 1897년부터 8년 동안 프랑스 파리에 위치한 파스퇴르 연구소에서 세균학자인 에밀 루로부터 미생물학, 혈청 요법, 면역학, 세균학을 전공했다. 그는 부유한 포르투갈 출신 상인이었던 장인의 재정 지원을 받았다.

## 경력

### 브라질에서의 경력
크루스는 산투스 항구가 리우데자네이루에 도달할 위협이 있는 가래톳페스트라는 전염병으로 황폐해진 것을 발견하고 즉시 이 질병과의 싸움에 참여했다. 리우데자네이루 시장은 알렉상드르 예르생과 동료들에 의해 파스퇴르 연구소에서 개발된 질병에 대항하는 혈청을 제조하기 위한 공장의 건설을 승인했다. 크루스는 해당 기관에 그러한 노하우를 브라질에 가져다 줄 수 있는 과학자를 요청했는데 파스퇴르 연구소는 이미 브라질에서 오즈와우두 크루스라는 이용 가능한 과학자가 있다고 응답했다.
1900년 5월 25일에 페드루 아폰수 남작이 사무총장을, 젊은 세균학자인 오즈와우두 크루즈가 기술원장을 각각 맡고 혈청과 백신을 생산하기 위한 목적으로 하는 브라질 연방혈청치료연구소가 설립되었다. 새로운 연구소는 구아나바라만 서쪽 해안에 위치한 망기뉴스의 오래된 농장에 설립되었다. 크루스는 1902년에 연구소의 사무총장직을 수락하고 활동 범위를 넓혀갔다. 이 기관은 하혈창의 생산에만 국한되지 않고 기초 및 응용 연구와 인력의 구축에도 전념했다. 크루스는 이듬해에 오늘날의 브라질 보건부 장관에 해당하는 직위인 공중보건국장으로 임명되었다.
크루스는 연방혈청치료연구소를 기술적 과학적 기반으로 사용하면서 중요한 위생 캠페인의 신속한 연속에 착수했다. 그의 1번째 도전은 황열병이라는 전염병이었는데 이것은 리우데자네이루에 "외국인의 무덤"이라는 사악한 명성을 가져다 주었다. 1897년과 1906년 사이에 4,000명의 유럽 이민자들이 그곳에서 그 병으로 죽었다. 크루스는 모기와 그들의 번식지를 근절하고, 집을 훈증 소독하고, 질병을 격리하는 새로운 기술을 추구했다. 의사, 군대, 가난한 사람들을 포함한 많은 사람들의 반대가 있었지만 그러한 캠페인은 성공적이었다. 크루스는 처음에는 흑사병에 대한 위생 캠페인에서 성공을 거두었는데 이를 위해 의무적으로 사례 통보, 병자 격리, 망기뉴스에서 생산된 혈청 치료, 도시에 서식하는 쥐 박멸 등을 사용했다. azul

### 천연두 백신과 관련된 논란
크루스는 천연두에 대한 대중의 저항 때문에 광범위한 예방 접종을 시행하는 데 성공하지 못했다. 1904년에 천연두라는 전염병이 브라질의 당시 수도였던 리우데자네이루를 위협하고 있었다. 초반 5개월 동안에 브라질에서 1,800명 이상이 넘는 사람들이 입원했다.
브라질에서 어린이에게 천연두 예방 접종을 의무화하는 법률은 1837년부터 존재했지만 실행된 적은 없었다. 따라서 1904년 6월 9일에 오즈와우두 크루스의 제안에 따라 브라질 연방 정부는 의무적인 천연두 백신 접종의 재정립을 요구하는 법안을 의회에 제출했다. 이 기구의 극도로 엄격하고 엄격한 규정은 사람들을 공포에 떨게 했다. 크루스에 대한 대중의 반대는 급격히 증가했는데 그러한 정책에 반대 입장을 반대한 신문들은 크루스와 연방 정부에 대한 폭력적인 캠페인을 시작했다. 국회의원들과 노조원들도 항의 성명을 발표했고 브라질에서는 백신 접종 반대 동맹이 조직되었다.
11월 10일에는 리우데자네이루에서 천연두 백신에 반대하는 반란이 일어났고 경찰과의 폭력적인 대치가 이어졌다. 거리에서는 파업, 바리케이드, 총격전이 벌어졌는데 연방 정부에 항의하는 인구가 증가했기 때문이다. 11월 14일에는 사관학교 생도들이 반란에 가담했지만 격렬한 총격 끝에 해산되었다. 정부는 공성전을 선포했고 11월 16일에 반란은 진압되었다. 그러나 천연두 백신 의무 예방 접종은 중단되었다.
1908년에 브라질에서 극심한 천연두 전염병이 유행하면서 약 9,000명이 넘는 사람들이 사망했다. 크루스가 제시한 백신 접종 정책은 정당화되었고 그의 공로가 인정되었다.

### 후대의 공적
국제 과학계 사이에서는 이미 그의 위신은 두말할 나위도 없었다. 크루스는 1907년 독일 베를린에서 열린 제14차 위생인구학 국제대회에서 리우데자네이루의 위생을 인정받아 금메달을 수여받았다.
1909년에 공중보건국장직에서 은퇴한 크루스는 자신의 이름을 딴 망기뉴스 연구소에 전념했다. 그는 연구소에서 중요한 과학 탐험대를 조직했는데 이것은 브라질 내부의 건강과 삶의 조건에 대한 더 나은 지식을 가능하게 했고 지역의 발전에 기여했다. 크루즈는 파라주에서 황열병을 퇴치했다. 아마조나스주에서의 위생 캠페인은 마데이라-마모레 철도의 건설을 허용했는데 이 철도는 말라리아와 황열병으로 인한 많은 사망자로 인해 중단되었다.
크루스는 1912년 5월 11일에 하이문두 코헤이아의 뒤를 이어 브라질 예술 문학 아카데미의 5순위 회원으로 선출되었다. 1915년에 건강상의 문제로 오즈와우두 크루스 연구소 이사직에서 사임하고 리우데자네이루 인근 산골에 있는 작은 도시인 페트로폴리스로 이사했다.
크루스는 1916년 8월 18일에 닐루 페사냐 리우데자네이루주지사에 의해 페트로폴리스 시장으로 임명되었고 광범위한 도시화 프로젝트의 개요를 설명했다. 그러나 얼마 지나지 않아서 건강 악화로 인하여 사임하게 된다.

### 사망과 유산
크루스는 1917년 2월 11일 새벽에 리우데자네이루주 페트로폴리스에서 신부전으로 인하여 향년 44세를 일기로 사망했다. 그의 유해는 리우데자네이루에 위치한 상 주앙 바우치스타 공동묘지에 매장되었다. 크루스의 짧고 알찬 삶의 결과로 브라질에서 많은 분야에서 실험 의학의 시작을 알리는 매우 중요한 과학 및 보건 기관이 탄생했다. 크루스는 오늘날까지 브라질의 과학, 기술, 공중 보건에 강한 영향력을 행사하고 있다. 1986년에는 브라질에서 그의 초상화가 그려진 50크루자두 지폐가 발행되었다.

### 참고 문헌
- Fraga, Clementino.  Fiocruz, 편집. 《Vida e Obra de Oswaldo Cruz》 2판. Rio de Janeiro. 236쪽. doi:10.7476/9786557080993. ISBN 8589697045.